# Приватбанк
Приватбанк — крупнейший банк Украины. Занимает лидирующие позиции по всем финансовым показателям в отрасли. Составляет около четверти всей банковской системы страны, являясь системно важным и крупнейшим сберегательным специализированным банком, обслуживающим треть вкладов населения страны.
Главный офис расположен в г. Днепр (бывший Днепропетровск). Имеет представительства за пределами Украины. Бренд «ПриватБанк» объединяет банки: ПриватБанк (Украина), AS PrivatBank (Латвия) и его филиалы в Португалии и Италии. Есть филиал на Кипре, а также представительства в Пекине и Алма-Ате.
Владеет платёжным сервисом LiqPay.
18 декабря 2016 года Кабинет Министров Украины поддержал предложение Национального банка о национализации Приватбанка.
После избрания Президентом Украины Владимира Зеленского бывшие собственники банка возобновили усилия по отмене решения о национализации, что вызвало острую реакцию со стороны МВФ (см. ниже ).

## Деятельность

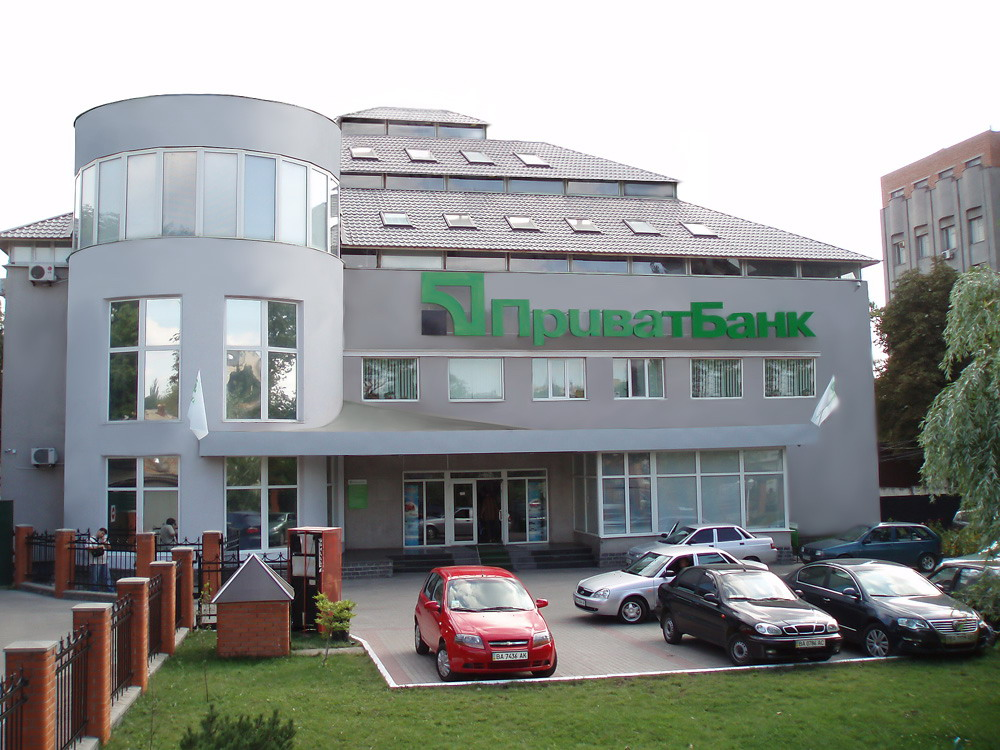
Отделение банка в Кропивницком

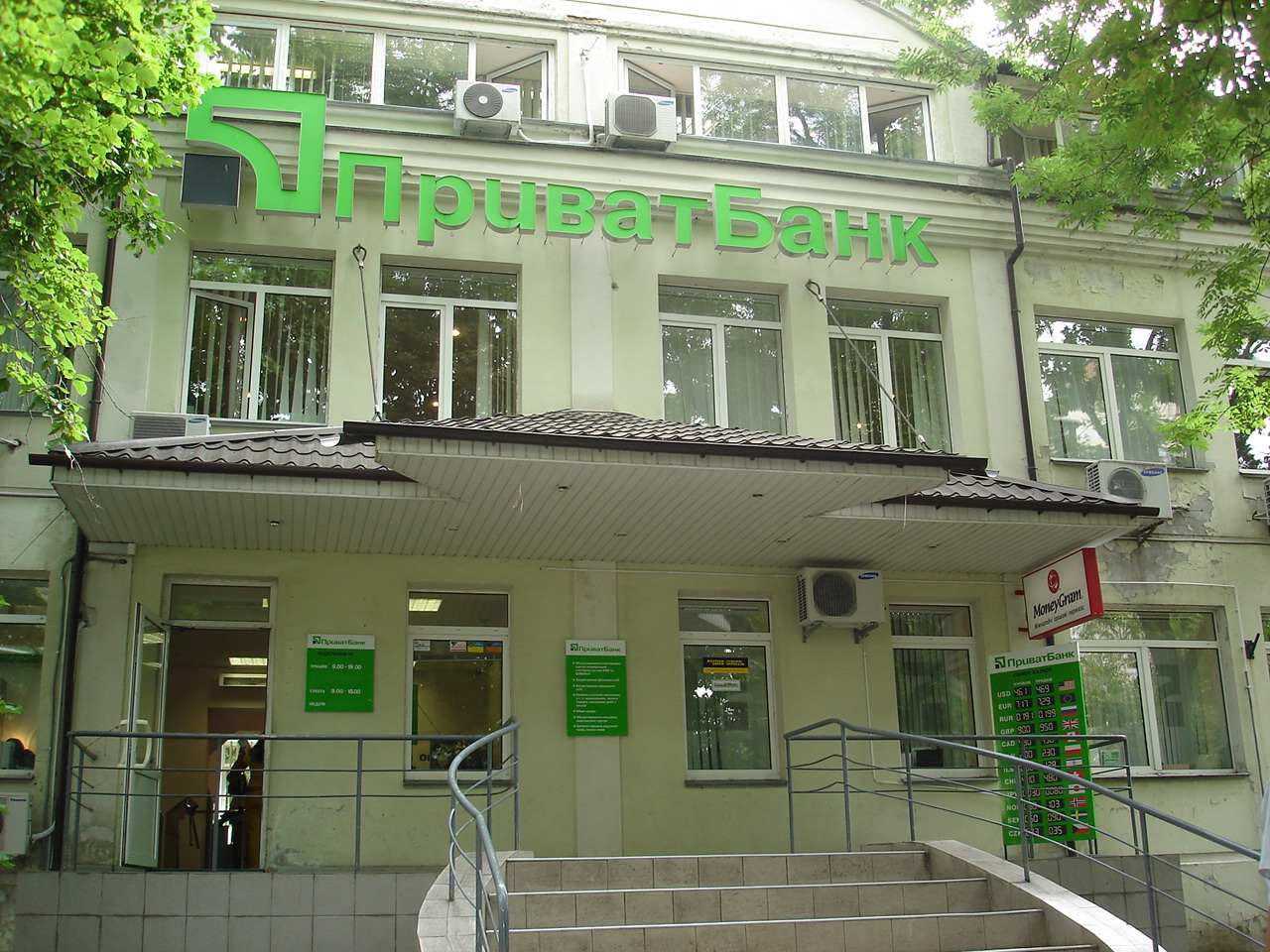
Отделение банка в Киеве

Основан 19 марта 1992 года бывшими собственниками Геннадием Боголюбовым и Игорем Коломойским.
В 1992—1997 годах председателем правления Приватбанка был С. Л. Тигипко. Основным бизнесом были зарплатные проекты и обеспечение финансовой деятельности группы «Приват».
В 1996 году банк стал первым украинским членом международной платёжной системы VISA International.
В 2012 году Приватбанк осуществил около 49 % всех платежей с использованием украинских банковских карт. Банк располагает порядка 8 тыс. банкоматами. Национальная сеть банковского обслуживания «ПриватБанка» включает 4 027 филиалов и отделений по всей стране.
ПриватБанк был первым украинским банком, предложившим своим клиентам услуги интернет-банкинга «Приват24».
На 2013 год банком выпущено около 30 млн пластиковых карт, на его долю приходится 51 % всех платёжных карт, выпущенных украинскими банками. Банк был крупнейшим среди украинских банков по размеру активов, кредитного портфеля, прибыли, депозитов физлиц (23,2 % рынка). Имеет 19,5 млн вкладчиков, является банком № 1 по размеру депозитного портфеля населения, по которому его рыночная доля составляет 26,4 % (на конец 2015 года — 34,7 %, то есть более трети от всей банковской системы). За 2014 г. население забрало из банка 16 % гривневых и 38 % валютных депозитов и к началу марта 2015 года отток денег населения с депозитных вкладов составил 44 млрд грн. (из общего по банковской системе Украины оттока в 144 млрд грн.). По свидетельству главы Нацбанка Украины (НБУ) Валерии Гонтаревой, последний кредит рефинансирования НБУ был выдан ПриватБанку под личное поручительство Коломойского.
В марте 2015 года банк анонсировал увеличение уставного капитала на 5 млрд грн (на 26,2 %) — до 24,1 млрд грн.
В июле 2015 года рейтинговое агентство Fitch понизило рейтинг банка до уровня «С», сопроводив это сообщением о том, что, по мнению агентства, дефолт банка по еврооблигациям в настоящее время является почти неизбежным. Аналитики Fitch ожидают, что рейтинг банка будет опущен до «RD» (ограниченный дефолт).
18 сентября 2015 года рейтинговое агентство Fitch понизило долгосрочный рейтинг Приватбанка в иностранной валюте с «С» до «RD». Рейтинговое действие последовало за проведением сделок по продлению сроков выпуска еврооблигаций и субдолга, выпущенных банком. Долгосрочный рейтинг в национальной валюте и краткосрочный рейтинг банка также понижены до «RD».
23 сентября 2015 года рейтинговое агентство Standard&Poor’s понизило долгосрочный рейтинг Приватбанка в иностранной валюте с «СС» до «SD». Такая техническая процедура является обязательной в связи с заключением между банком и инвесторами соглашения о продлении срока выпуска еврооблигаций в размере 200 млн долларов. S&P отмечает, что Приватбанк выступил с предложением о продлении сроков обращения еврооблигаций в связи с очень сложной экономической ситуацией в стране. Также был снижен долгосрочный рейтинг банка в национальной валюте с «СС» до «SD». Рейтинг «SD» означает, что эмитент отказался от выплат по некоторым обязательствам.
28 сентября 2015 года рейтинговое агентство Standard&Poor’s повысило долгосрочный рейтинг и краткосрочный рейтинги Приватбанка в иностранной валюте с «SD» до «СС/С» (эмитент испытывает серьёзные трудности с выплатами по долговым обязательствам). Повышение рейтингов Приватбанка обусловлено заключением соглашения с держателями еврооблигаций в размере 200 млн долларов, подлежащих погашению 23 сентября 2015 г., о продлении срока обращения этих ценных бумаг до 15 января 2016 года (с возможностью продления срока обращения до 2018 г.).
В мае 2018 года банк первым на Украине предоставил возможность владельцам карт пользоваться технологией Apple Pay, а в сентябре 2018 года интегрировал этот сервис в работу LiqPay, что позволило использовать Apple Pay для оплаты в украинских интернет-магазинах.

### Дочерний банк в России
В России под брендом «ПриватБанк» работал московский ЗАО МКБ «Москомприватбанк». Кредитная организация была создана в 1994 году на базе представительства ПриватБанка, но учреждена тремя российскими фирмами. Основной деятельностью стало обслуживание торгового оборота между Россией и Украиной.
В начале 1999 года Москомприватбанк занимал уже 68-е место по размеру активов, но к 1 апреля 2002 года опустился на 190-е место.
На 1 февраля 2014 года занимал 91-е место по размеру активов.
В 2004 году ПриватБанк стал выкупать долю в предприятии в свою прямую собственность.
В начале 2014 года он владел 70 % организации, остальная часть оставалась за юридическими лицами, владевшими банком при создании.

#### Санация и продажа
6 марта 2014 года ЦБ РФ сообщил о введении на срок в десять дней временной администрации (ВА) в Москомприватбанк. К такой мере в действующем банке ЦБ прибег впервые за двадцать лет, так как временная администрация чаще всего вводится после отзыва лицензии. Официальных комментариев относительно причин и последствий происшедшего Банк России не предоставил. Согласно российскому законодательству, ввести ВА в действующий банк можно при неисполнении предписаний ЦБ об устранении нарушений, а также если эти нарушения или совершаемые банком действия создали реальную угрозу интересам кредиторов и вкладчиков. Пресс-служба Москомприватбанка сообщила о том, что последняя проверка ЦБ была в июле 2013 года, и никаких неисполненных предписаний регулятора у банка нет, а экономические показатели соответствуют всем надзорным требованиям.
Большинство экспертов, опрошенных изданием «Коммерсантъ», связали происходящее с политическими событиями на Украине, что дало им повод охарактеризовать это дело как «чистую политику», а действия ЦБ — «марионеточными».
7 марта Центробанк принял решение санировать банк с участием ГК «Агентство по страхованию вкладов» (АСВ). На АСВ будут возложены функции временной администрации по управлению банком.
Газета «Ведомости» на основе имеющихся у неё балансов банка за 6 и 17 марта сообщила о том, что активы Москомприватбанка за 10 дней с введения временной администрации сократились на 9,3 млрд руб. Причиной стал стремительный отток вкладов, и чтобы расплачиваться по обязательствам, банк распродает активы. За 10 дней клиенты забрали из банка около 9 млрд руб., из них физлица — 8,3 млрд, за это время банк потерял 23 % пассивов.
2 апреля 2014 года Агентство по страхованию вкладов сообщило о том, что инвестором Москомприватбанка становится российский Бинбанк (владельцами которого являются Михаил Шишханов и Михаил Гуцериев). В свою очередь АСВ предоставит для этого Бинбанку займы на 3 млрд рублей под 6,5 % годовых сроком на 1 год и 9 млрд рублей под 4 % годовых сроком на 4 года. Цена сделки составила 6 млрд рублей при оценке капитала в 5,5 млрд руб. В дальнейшем на поддержание актива (переименованного в «Бинбанк кредитные карты») новый владелец получил от ЦБ 12 млрд рублей, при этом полученные активы равнялись 56 млрд руб.

### Крымские отделения
С 18 марта 2014 года, после аннексии Крыма Российской Федерацией, ряд украинских банков приостановил свою работу в Крыму. Среди них несмотря на угрозу санкций со стороны российского ЦБ был и Приватбанк, обладавший самой обширной филиальной сетью в регионе (337 отделений).
По информации газеты «Коммерсантъ», предусмотренный законом РФ вариант добровольного ухода с крымского рынка через передачу обязательств и равных им активов банкам невыгоден Приватбанку, однако по словам председателя комиссии Госсовета Крыма по экономической, бюджетно-финансовой и инвестиционной политике Виталия Нахлупина в крымском отделении «объем обязательств превышает объём активов» и при этом варианте головному отделению придётся довносить активы. Также были варианты получения Приватбанком российской лицензии, создание отдельного банка в Крыму и дальнейшая продажа или наступление страхового случая в отношении крымского филиала.

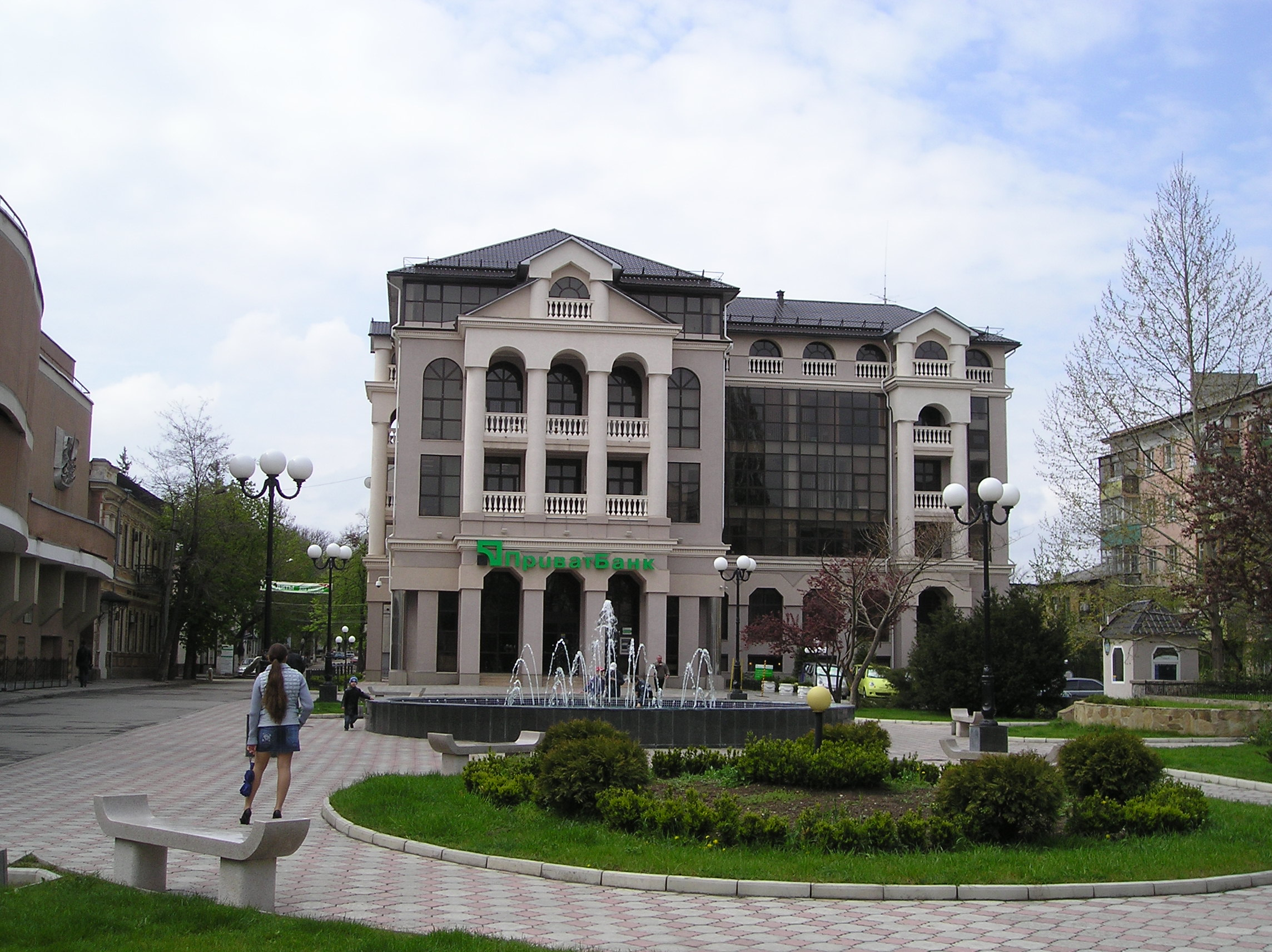
Бывшее отделение банка в Симферополе

9 апреля 2014 года газета «Коммерсантъ» со ссылкой на источники сообщила о том, что в настоящее время переговоры о приобретении сети Приватбанка ведёт российский банк РНКБ (прежний владелец которого «Банк Москвы» продал его новым крымским властям), также интересующийся приобретением сети банка «Райффайзен Аваль». При этом скорее всего будет продана не вся сеть Приватбанка (часть отделений из-за малого размера неинтересны покупателю, как и отделения в арендованных помещениях).
21 апреля Банк России объявил о прекращении деятельности обособленных структурных подразделений на территории Крыма и Севастополя Приватбанка, ВиЭйБи банка, банка «Киевская Русь» и Имексбанка из-за неисполнения обязательств перед кредиторами и вкладчиками. При этом на возмещение вкладчикам этих банков застрахованных сумм (до 700 000 рублей) Фонду защиты вкладчиков, представляющему на полуострове АСВ, придётся потратить 4,41 млрд гривен, или 16,6 млрд рублей (хотя заместитель гендиректора АСВ Андрей Мельников оценивал расходы на выплаты по всем страховым случаям в Крыму 30 млрд рублей). 85 % этой суммы приходится на Приватбанк (3,74 млрд гривен, или около 14 млрд руб.), с которым российские власти так и не смогли договориться.
22 апреля первый зампред совета министров Крыма Рустам Темиргалиев сообщил о подаче региональной прокуратурой судебного иска на арест имущества крымского отделения Приватбанка для того, «чтобы Агентство по страхованию вкладов через юридическую процедуру могло реализовать это имущество и вернуть хотя бы частично вклады крымчан, в том числе и промышленных предприятий». Однако министр не учёл того факта, что возврат денег вкладчикам и индивидуальным предпринимателям не связан с арестом имущества банков, а юрлица по российским законам не могут рассчитывать на их возврат. В самом Приватбанке действия крымской прокуратуры назвали «рейдерским захватом»
25 апреля «Фонд защиты вкладчиков» сообщил о том, что Центральный районный суд Республики Крым передал ему в доверительное управление всё имущество крымских подразделений Приватбанка. Фонд уже объявил тендер на аренду собственного имущества Приватбанка на три лота: офисы банка (39), банкоматы (359) и платёжные терминалы (557). Вечером этого дня Приватбанк разместил на сайте открытое обращение — петицию в адрес Владимира Путина с просьбой разрешить «Банку Москвы или любому другому российскому банку стать преемником инфраструктуры, активов и пассивов Приватбанка в Крыму», под петицией на середину воскресенья подписалось 4,9 тыс. человек.
В конце мая 2014 года Приватбанк подал апелляцию на решение крымского районного суда о передаче имущества его подразделений на полуострове в доверительное управление российскому ФЗВ. Аналитики рассчитывают на то, что этот шаг украинского банка в дальнейшем может стать базой для обращения к европейским судам. Российский Фонд защиты вкладчиков в апреле 2016 года передал правительству Крыма ранее национализированное недвижимое имущество и земельный участок ПриватБанка.

### Прекращение обслуживания клиентов на востоке Украины

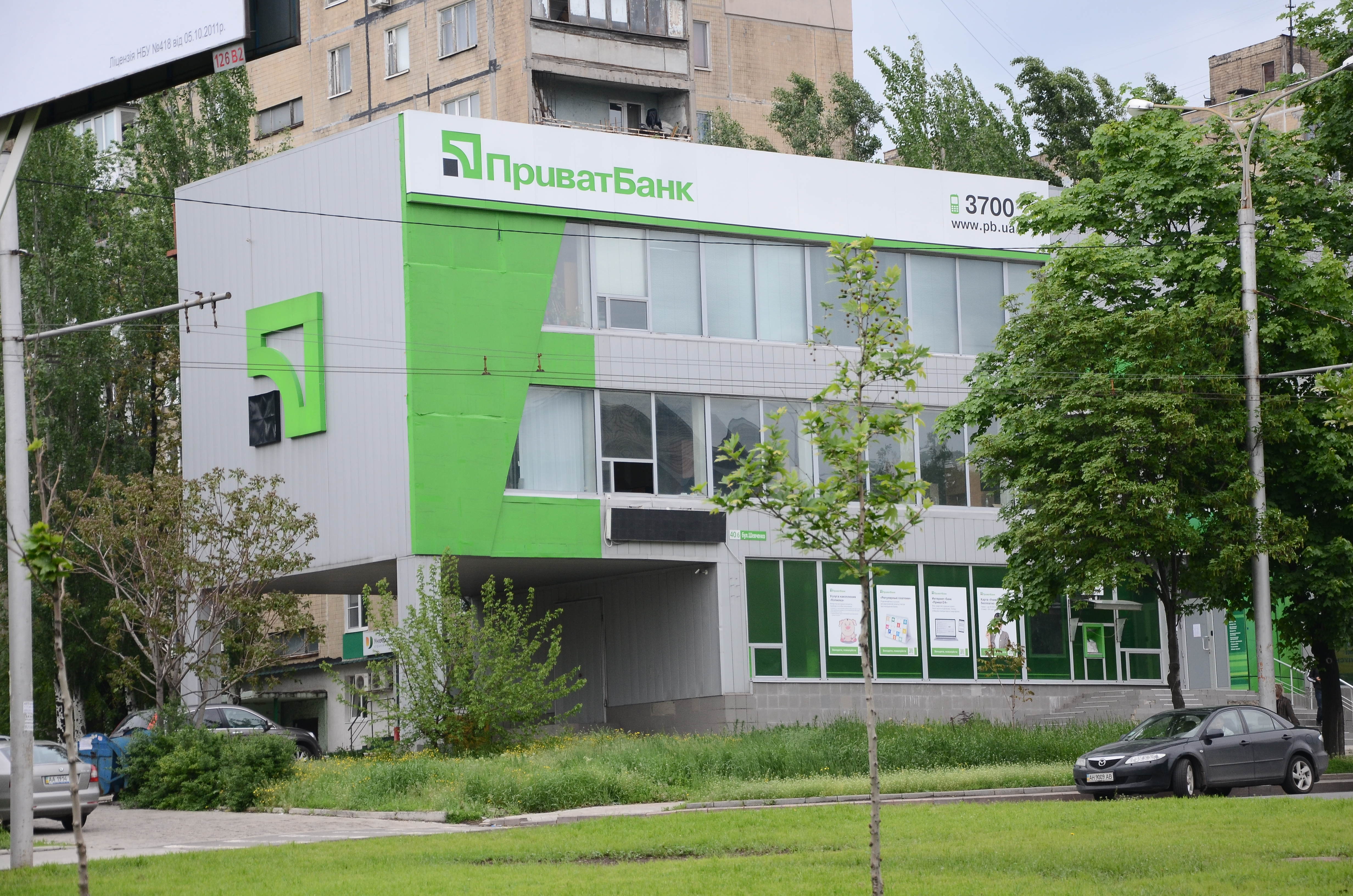
Отделение банка в Донецке в 2014 году

5 мая 2014 года на неопределённый срок была полностью прекращена работа отделений, банкоматов, сети терминалов в Донецкой и Луганской областях. Руководство банка заявило, что пошло на такие меры, так как опасаются за жизнь сотрудников, ведь на протяжении нескольких дней были совершены нападения на отделения ПриватБанка и банкоматы данного банка. Несмотря на заверения руководства банка о беспрепятственном снятии клиентами восточных регионов наличности в банкоматах других банков, эти операции стали невозможны, также как и использование платежных карт в торгово-терминальной сети. Использование карт возможно только в отделениях ПриватБанка в других областях Украины.
7 мая 2014 года деятельность банка в Донецке, а также Мариуполе и Краматорске возобновлена в штатном режиме.
7 июля 2014 года Приватбанк прекратил свою деятельность в Луганской области.
За первые три квартала 2014 года ПриватБанк стал лидером среди украинских банков по снижению количества активных платёжных карт: −7,8 %, 1,425 миллиона карт, 99 % из которых пришлось на Донбасс и Крым.
По состоянию на ноябрь 2017 года, отделения, банкоматы и терминалы банка на подконтрольных Украине территориях Луганской и Донецкой областей работают в штатном режиме.

## Собственники и руководство
Основными собственниками банка являлись его основатели крупные бизнесмены Игорь Коломойский и Геннадий Боголюбов, которым принадлежали по 36,98 % акций напрямую, и 16,23 % в равных долях через оффшорную компанию TRIANTAL INVESTMENTS LTD, зарегистрированную на Британских Виргинских островах. Ещё менее 10 % акций принадлежали группе миноритарных акционеров, которыми являются партнёр ключевых совладельцев Алексей Мартынов и топ-менеджмент банка, в частности — председатель правления Александр Дубилет (3,03 %) и его первый заместитель Тимур Новиков (1,52 %).
В наблюдательный совет банка входили, помимо Коломойского и Боголюбова, Алексей Мартынов, который также является совладельцем в группе «Приват».
18 декабря 2016 года Кабинет министров Украины поддержал предложение Национального банка и Совета финансовой стабильности о переходе ПАО «Приватбанк» в стопроцентную государственную собственность (в лице Министерства финансов Украины). Переходный период начался 19 декабря.

### Национализация
Информация о возможной национализации «Приватбанка» появлялась в украинских СМИ в течение года. В ноябре 2016 года тема активизировалась. За несколько дней до национализации, в ряде СМИ были опубликованы советы забирать вклады из банка, а в соцсетях появилось множество сообщений со ссылками на фальшивый аккаунт Игоря Коломойского в социальной сети Facebook.
18 декабря специалисты Национального банка признали «Приватбанк» неплатежеспособным, после чего НБУ обратилось к правительству с просьбой о национализации. Кабинет министров Украины в тот же день поддержал это предложение, инициаторами которого также стали Совет финансовой стабильности и СНБО. 19 декабря 2016 года глава НБУ Валерия Гонтарева объявила о национализации «Приватбанка». Председателем правления банка был назначен бывший министр финансов Александр Шлапак, которому прежний топ-менеджмент обещал оказывать помощь в переходный период. Акционеры банка в полученном правительством письме обязались за полгода реструктурировать кредитный портфель и довнести залоги для компенсации потерь государства
19 декабря «Приватбанк» приостановил, сроком на один день, обслуживание юридических лиц, ограничение не коснулось физических лиц. В парламент как неотложный был внесён президентский закон о 100 % гарантии для вкладчиков «Приватбанка». Но этот закон не был подписан Президентом и не вступил в силу. До этого подобным правом обладал только государственный «Ощадбанк». После нормализации финансового состояния банка допускается его последующая приватизация.
Причинами национализации Гонтарева называла действия прежних владельцев, выделявших значительные кредиты аффилированным лицам (из кредитного портфеля в 180 млрд гривен аффилированные кредиты по банковской отчетности составили 10 % , по оценкам ряда экспертов — 70-80 %, по словам Гонтарёвой — 97 %). Для гарантии возврата кредитов НБУ рекомендовал финансовому учреждению за три года провести докапитализацию на сумму почти 132 млрд гривен. Просроченная задолженность «Приватбанка» перед регулятором по стабилизационным кредитам составила 14 млрд гривен, общая задолженность — 19 млрд гривен. Общий размер «дыры» равнялся 148 млрд гривнам, покрытие этих средств государством было компенсировано выпуском облигаций со сроком погашения 15 лет и максимальной ставкой 10,5 %.
Национализация банка была поддержана МВФ (процесс был прописан как условие получения кредитов Украиной) и ЕБРР, главой МИД ЕС Федерикой Могерини, правительствами Великобритании и США.
По сообщению Валерии Гонтаревой, в ночь перед национализацией со счетов банка по мошенническим схемам было выведено 16 млрд грн, а приближенным к руководству лицам передано 100 % корпоративного портфеля банка. Игорь Коломойский пояснил это процессом реструктуризации кредитного портфеля, при котором деньги были выданы компаниям, которые погасили кредиты предыдущих заёмщиков. Фактически, эти деньги остались в банке и использовались лишь для замены одних заёмщиков на других. По состоянию на конец июня 2017 года ни прежние собственники, ни прежнее руководство банка к уголовной ответственности не привлекалось.
В июне 2017 года аудиторская компания Ernst & Young сделала вывод, что качество кредитного портфеля Приватбанка оказалось гораздо хуже, чем предполагалось в декабре 2016 года. Для выполнения нормативов и улучшения структуры баланса была рекомендована докапитализация. Украинское правительство решило выделить на это 38,5 млрд грн (1,5 млрд долл.), но не деньгами, а путём выпуска облигаций внутреннего госзайма (ОВГЗ) и передачи их в портфель Приватбанка. Такой механизм позволяет улучшить показатели банка и при этом дополнительные средства не попадут на открытый рынок и не вызовут девальвацию национальной валюты.
18 апреля 2019 года окружной административный суд Киева удовлетворил иск Коломойского, постановив, что решение о национализации банка было принято с нарушением действующего законодательства. Национальный банк Украины заявил о намерении обжаловать данное решение, усмотрев в нём угрозу финансовой стабильности в стране.

### В правление Зеленского
По мнению британского еженедельника The Economist, избрание президентом Украины Владимира Зеленского привело к усилению влияния Игоря Коломойского. Вскоре после избрания Зеленского Коломойский вернулся из эмиграции и его личный юрист А. И. Богдан возглавил президентскую администрацию. По возвращении в Киев Коломойский предпринял шаги по восстановлению контроля над Приватбанком.
Идею о компромиссе с Коломойским поддержал премьер-министр Украины Алексей Гончарук, что «вызвало ярость» со стороны МВФ. По мнению The Economist, отмена национализации Приватбанка может не только привести к разрыву отношений с МВФ, но и подорвать желание Запада оказывать Украине политическую и военную поддержку.
Отставка Данилюка
В конце сентября 2019 года подал в отставку Александр Данилюк — руководитель Совета национальной безопасности и обороны Украины (СНБО). Своё решение Данилюк объяснил желанием выразить несогласие с возможной отменой национализации Приватбанка.

## Проблемы с сохранностью средств клиентов и конфиденциальностью
В 2013 году украинский программист Алексей Мохов заявил, что в онлайн-банкинге имеется критическая уязвимость, позволяющая постороннему лицу проводить финансовые операции по чужой карте. Как пояснил программист, ему удалось перевести чужие деньги на свой счёт, о чём он сообщил сотруднику банка. В ответ банк обвинил его в хищении. Позже, ПриватБанк все же принял Алексея на работу.
В июне 2014 года хакеры группировки «GreenDragon» заявили о взломе IT-системы банка, краже кодов доступа клиентов к онлайн-банкингу, базы кредитных и дебетовых карт. Никаких доказательств взлома представлено не было. Хакеры объявили о предоставлении населению 5 дней на снятие денег, после чего «средства с ваших кредитных карт и счетов будут сняты и направлены на оказание гуманитарной помощи востоку Украины». Никаких подобных действий впоследствии не было. Сотрудники Приватбанка опровергли сообщение хакеров о взломе системы, признали наличие «технического сбоя», из-за которого на сайте банка очень долго загружаются страницы. Позднее банк признал DDoS-атаку на свой информационный сайт.
В июле 2014 года группа хакеров «Киберберкут» выложила в публичный доступ личные данные клиентов банка (паспортные данные, телефоны и т. д.), а также внутреннюю переписку банка. Хакеры сообщили: "Мы подтверждаем наличие уязвимостей в системе безопасности Приватбанка и реальность угрозы сохранности денежных средств клиентов, о которой ранее заявила хакерская группировка «GreenDragon». Хакеры призвали клиентов выводить деньги из Приватбанка, поскольку, по их словам, вкладчики «рискуют остаться без копейки». Однако все опрошенные «Газетой. Ru» эксперты отметили, что представленная информация не доказывает, что был взлом системы управления счетами клиентов. По словам директора по маркетингу компании ESET в России Анны Свердловой, «подобная база стоит не более 0,5-1 руб. за один контакт и нередко продается компаниям для рассылок SMS». Представленная хакерами информация вполне могла быть получена от недобросовестных сотрудников, с компьютеров службы клиентской поддержки или из отделений Приватбанка в Крыму или в Луганской и Донецкой областях. Этого недостаточно для манипуляций с денежными средствами клиентов банка.

## Премии и награды
16 мая 2019 года второй год подряд Приват24 получил награду FinAwards 2019 в номинации «Лучший интернет-банк».